# Courgenard
Courgenard ist eine französische Gemeinde mit 460 Einwohnern (Stand: 1. Januar 2022) im Département Sarthe in der Region Pays de la Loire. Sie gehört zum Kanton Saint-Calais und zum Arrondissement Mamers. 
Sie grenzt im Westen und im Norden an Cormes, im Osten an Théligny, im Südosten an Gréez-sur-Roc und im Süden an Saint-Jean-des-Échelles.

## Bevölkerungsentwicklung
| Jahr      | 1962 | 1968 | 1975 | 1982 | 1990 | 1999 | 2008 | 2015 |
| --------- | ---- | ---- | ---- | ---- | ---- | ---- | ---- | ---- |
| Einwohner | 425  | 375  | 407  | 419  | 445  | 458  | 459  | 494  |

## Sehenswürdigkeiten

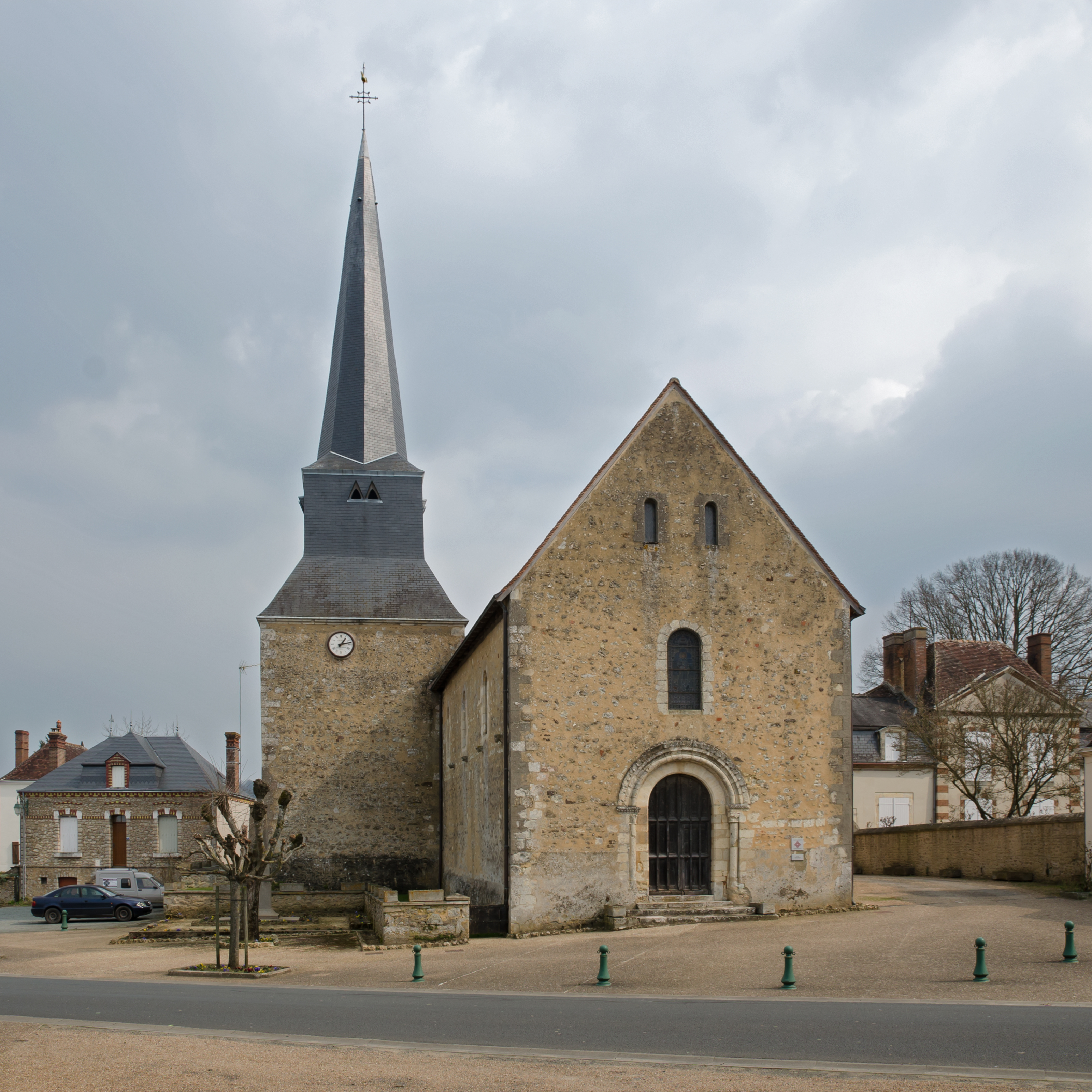
Kirche Saint-Martin
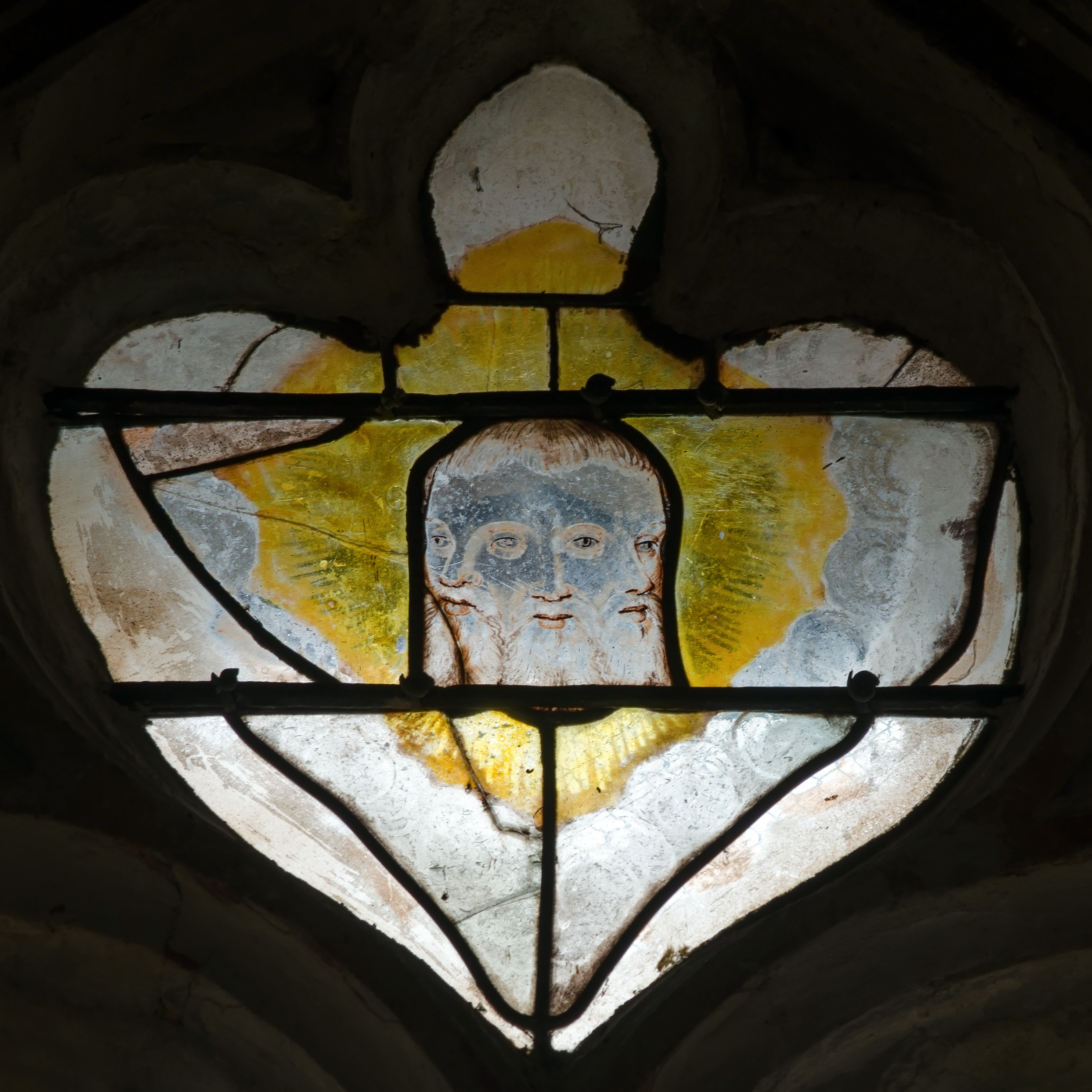
Glasmalerei der Kirche Saint-Martin

- Kirche Saint-Martin
- Glasmalerei der Kirche Saint-Martin